# Friedrich von Ingenohl
Gustav Heinrich Ernst Friedrich Ingenohl, 1909-től von Ingenohl (Neuwied, 1857. június 30. – Berlin, 1933. december 19.) német tengerésztiszt volt, a Német Császári Haditengerészet tengernagya és a Nyílttengeri Flotta parancsnoka.

## Pályafutása
Ingenohl 1874. április 12-én lépett be a Császári Haditengerészetbe kadétként. A szárazföldön és a Niobe iskolahajó fedélzetén teljesített alapkiképzése után a kieli tengerészakadémiára (Marineakademie und -schule) került, ahol a tanulmányai 1878. november 19-ei sikerrel való lezárása után az 1877. december 19-ei pátens alapján tengerészalhadnagyi rangot (Unterleutnant zur See) kapott.
Különböző hajókon és szárazföldön való parancsnoki beosztások után 1885 októberében elutazott Zanzibárba, hogy a külföldi állomáshelyeken lévő Hyäne és Möwe ágyúnaszádokon teljesítsen szolgálatot. 1886 augusztusában tért vissza Németországba, ahol ismét hajók fedélzetén látott el parancsnoki feladatokat, míg végül 1888. május 1-én az S 34 jelzésű romboló (torpedónaszád) parancsnoka nem lett. 1888 októbere és 1889 áprilisa között abszolválta a tengerészeti akadémia I. coetus-át. Ezután rövid ideig a II. matróz-hadosztálynál, a Hohenzollern császári jacht fedélzetén, majd a Pommerania aviso-hajón alkalmazták, még mielőtt 1890 áprilisának elejéig a tengerészeti akadémia II. coetus-át is sikeresen zárta le. Ezután rövid ideig a II. haditengerészeti-felügyelőség rendelkezésére állt, egy évig ütegtisztje volt a Preußen páncéloshajónak és 1891. április 20-tól 1892. március 31-ig az Északi-tengeri Haditengerészeti Állomáshely (Marinestation Nordsee) stábjában adjutáns volt. Ezt követően 1894. október 17-ig a haditengerészet főparancsnokságán teljesített szolgálatot, majd Sanghajba utazott, ahol az Iltis ágyúnaszád parancsnoka volt 1894. november 27. és 1896. április 9. között. A Hongkongból való közben, 1896. április 13-án léptették elő korvettkapitánnyá. A haditengerészet főparancsnokságán és a Wörth páncéloson első tisztként való szolgálat után 1897. szeptember 25-én áthelyezték a Reichsmarineamtba (a haditengerészeti minisztériumba). Itt a hajóépítés katonai kérdéseinek és a fegyverkezelői képzés osztályvezetője volt 1901. szeptember 30-ig. Ingenohlt ezután ismét Kelet-Ázsiába helyezték át, ahol a Kaiserin Augusta és a Hertha cirkálók parancsnoka lett. Az itteni szolgálati ideje alatt 1902. március 15-én léptették elő sorhajókapitánnyá. 1904 januárjában tért vissza Németországba és az Admiralstab osztályvezetője lett. 1904. október 4-én a Hohenzollern császári jacht parancsnokává, 1906. június 28-án a császár szárnysegédjévé nevezték ki. A jachtot megszakításokkal 1908. szeptember 30-ig parancsnokolta. Időközben ellentengernaggyá előléptetve az I. csatahajóraj 2. tengernagya, valamint a cirkálóraj 2. tengernagya volt.
Ingenohlt 1909. január 27-én Vilmos császár felemelte az örökölhető nemesség sorába.
1909. május 18-án a Kelet-ázsiai Hajóraj vezetésével bízták meg és 1910. január 27-én altengernaggyá előléptetve az alakulat parancsnoka lett. 1910. június 6-án felmentették e parancsnoki beosztásából és Csingtao városát érintve indult vissza Németországba, ahol a balti-tengeri állomáshely parancsnokának rendelkezésére állt, majd 1910. szeptember 25-én a II. csatahajóraj parancsnoka lett. 1913. január 30-tól november 14-ig a Nyílttengeri Flotta vezetésével bízták meg és 1913. november 15-én tengernaggyá való előléptetésével a Nyílttengeri Flotta flottaparancsnoka lett.

### Szerepe az első világháború
Az első világháború kitörésekor 1914 augusztusában Ingenohl azon szándékát, hogy rögtön a konfliktus elején vívjanak döntő csatát a Brit Királyi Haditengerészettel, a császári admiralitás nem támogatta. Emiatt folyton kereste a lehetőséget kisebb ütközetek megvívásához, hogy ezzel az ellenséget olyan elővigyázatlan ellencsapások végrehajtására késztesse, amiben döntő előnyre tud szert tenni. Az ehhez szükséges szerencse azonban nem pártolt Ingenohl mellé. Az 1914. augusztus 28-án megvívott helgolandi csata során a németek három könnyűcirkálót és egy rombolót veszítettek, míg a briteknek nem volt hajóveszteségük. A veszteségek hatására II. Vilmos meghagyta a flotta vezetőinek, hogy kerülniük kell az olyan hadműveleteket, melyek jelentősebb kockázattal járnak, és minden nagyobb hadművelethez ki kellett kérni a személyes hozzájárulását. Ez nagyban korlátozta a német flotta mozgásterét a következő hónapokban.
Az év novemberében a német flotta aknatelepítési hadműveletekhez kezdett az angol partok közelében, mely tevékenységről a felderítő erők cirkálói a partok lövetésével igyekeztek a figyelmet elterelni. Ingenohl tanácsának megfelelően ezeket az erőket a csatahajóflotta egységei biztosították. A yarmouthi rajtaütés néven ismertté vált november 3-ai hadművelet során a csatahajórajokat a flottaparancsnok az október 6-ai császári utasítás értelmében nem küldhette a többi hajóraj közvetlen támogatására, így csak a Német-öböl nyugati vizein várakozhatott velük. Ingenohl szándéka a csatahajórajokkal való kifutással egyben az is volt, hogy gyakorlatoztathassa a háború kezdetén még kiképzés alatt lévő legénységet. A hadműveletet sikeresen végrehajtották, és bár az okozott károk elhanyagolhatók voltak, a morális hatása annál nagyobb volt, mivel ez volt az első alkalom a 17. századi holland flotta akciói óta, hogy ellenséges (felszíni) hadihajók lövették Anglia partjait.
A rajtaütés megmutatta a németek számára az angol partok elleni gyors támadásokban rejlő lehetőségeket és Franz Hipper tengernagy, a német csatacirkálókat tömörítő I. felderítőcsoport (Aufklärungsgruppe I) parancsnoka november 16-án meggyőzte Ingenohl tengernagyot, hogy a császárnál kérjen engedélyt egy újabb rajtaütés végrehajtására, amit Vilmos császár meg is adott. Yarmouth után arra számítottak a németek, hogy erősebb lesz a brit fellépés és lehetőség lesz kisebb egységeik megsemmisítésére a fő stratégiának megfelelően. A Hipper felderítőegységei által végrehajtott Scarborough-i rajtaütéssel egyidőben jelentős hadmozdulatok zajlottak a nyílt tengeren is. A rajtaütést végrehajtó egységeket a Nyílttengeri Flotta egésze kellett volna, hogy biztosítsa a Dogger-pad közelében pozíciót foglalva. A támadás napjának éjszakáján a csatahajóflottát kísérő erők azonban több alkalommal tűzharcba kerültek brit rombolókkal, amiből a flottával tartó Ingenohl tévesen azt a következtetést vonta le, hogy az egész brit flotta a közelben tartózkodhat, és a császár utasításait szem előtt tartva, miszerint nem veszélyeztetheti a flotta meglétét egy, a túlerőben lévő brit flotta egészével vívandó csatával, a visszavonulás mellett döntött. Ezzel páratlan esélyt szalasztott el Németország számára, mivel a brit hírszerzés csak a Hipper tengernagy felderítőerőinek bevetéséről szerzett előzőleg tudomást és ezért csak 10 kapitális hadihajót küldtek ki ezek elfogására csekély kísérettel. Ingenohl így nagy túlerővel szálhatott volna velük szembe, ha folytatta volna az eredetileg kijelölt útját és sikere esetén kiegyenlíthette volna a két szembenálló flotta közötti különbséget a kapitális hadihajók (csatahajók és csatacirkálók) terén. Tirpitz tengernagy könyvében a történtekhez kapcsolódóan a következőket írta:
„December 16-án Ingenohl Németország sorsát tartotta a kezében. Belső nyugtalanság fog el mindig, mikor ebbe belegondolok.” „Am 16. Dezember aber hatte Ingenohl daß Schicksal Deutschlands in der Hand. Ich gerate immer in eine innere Aufrührung, wenn ich daran denke.”
Ingenohl ráadásul nem jelezte Hippernek a visszavonulását, amivel jelentős veszélybe sodorta a felderítőerőket. Ingenohl azzal vélekedett, hogy a rádióüzenettel felfedte volna a jelenlétét, ami alapján a britek torpedótámadást intézhettek volna a csatahajói ellen az éjszaka folyamán rombolókkal, míg Hipper cirkálói pedig a nagy sebességük révén el tudtak volna menekülni az üldözőik elől. Hipper azonban abban a tudatban, hogy a biztosító csatahajók még a közelben vannak, a viharos tenger miatt az őt kísérő könnyű erőket még az angol partok elérése előtt visszaküldte Ingenohlhoz, akit már nem találtak a felvételi pozícióban, helyette brit hajókkal futottak össze és csak szerencsével tudták elkerülni őket.
1915 elején a Nyílttengeri Flotta több egységét ideiglenesen átirányították a Balti-tengerre és számos hajója karbantartáson esett át, ami miatt jelentősen csökkent az ereje. Ezt a gyengeséget leplezendő a német hadvezetés egy előretörés végrehajtása mellett döntött. 1915. január 23-án Ingenohl abban a hiszemben, hogy a brit főerőket tömörítő Grand Fleet egységei a kikötőikben tartózkodnak a pár nappal korábbi erőteljes bevetésük után, a felderítőerőket egy a Dogger-pad irányába való előretörésre utasította. Mivel valószínűtlennek tűnt, hogy erős ellenséges erőkkel találkozzanak, a hadművelet biztosítására nem rendelt ki csatahajórajokat. A britek a sikeres rádiófelderítésüknek köszönhetően idejében értesültek a német hadműveletről és egy erős köteléket küldtek ki a német hajók elfogására. A két haderő találkozása a doggerbanki csatához vezetett 1915. január 24-én, amiben a németek elveszítették egyik hajójukat, a Blücher páncélos cirkálót (nagycirkálót). Az újabb kudarc miatt február 2-án Ingenohlt a törzsfőnökével, Richard Eckermann altengernaggyal együtt leváltották. Helyét Hugo von Pohl tengernagy vette át Nyílttengeri Flotta élén. Ingenohlt ezután a balti-tengeri állomáshely élére helyezték, ahonnan 1915. augusztus 13-án felmentették az aktív szolgálat alól.
A háború után az antanthatalmak Ingenohl kiadatását kérték, mivel „háborús bűnösnek” tartották, de Németország megtagadta a kérést.

## Fordítás
- Ez a szócikk részben vagy egészben  a   Friedrich von Ingenohl című német Wikipédia-szócikk ezen változatának fordításán alapul.  Az eredeti cikk szerkesztőit annak laptörténete sorolja fel. Ez a jelzés csupán a megfogalmazás eredetét és a szerzői jogokat jelzi, nem szolgál a cikkben szereplő információk forrásmegjelöléseként.
- Ez a szócikk részben vagy egészben  a   Friedrich von Ingenohl című angol Wikipédia-szócikk ezen változatának fordításán alapul.  Az eredeti cikk szerkesztőit annak laptörténete sorolja fel. Ez a jelzés csupán a megfogalmazás eredetét és a szerzői jogokat jelzi, nem szolgál a cikkben szereplő információk forrásmegjelöléseként.